# Rajd Azorów

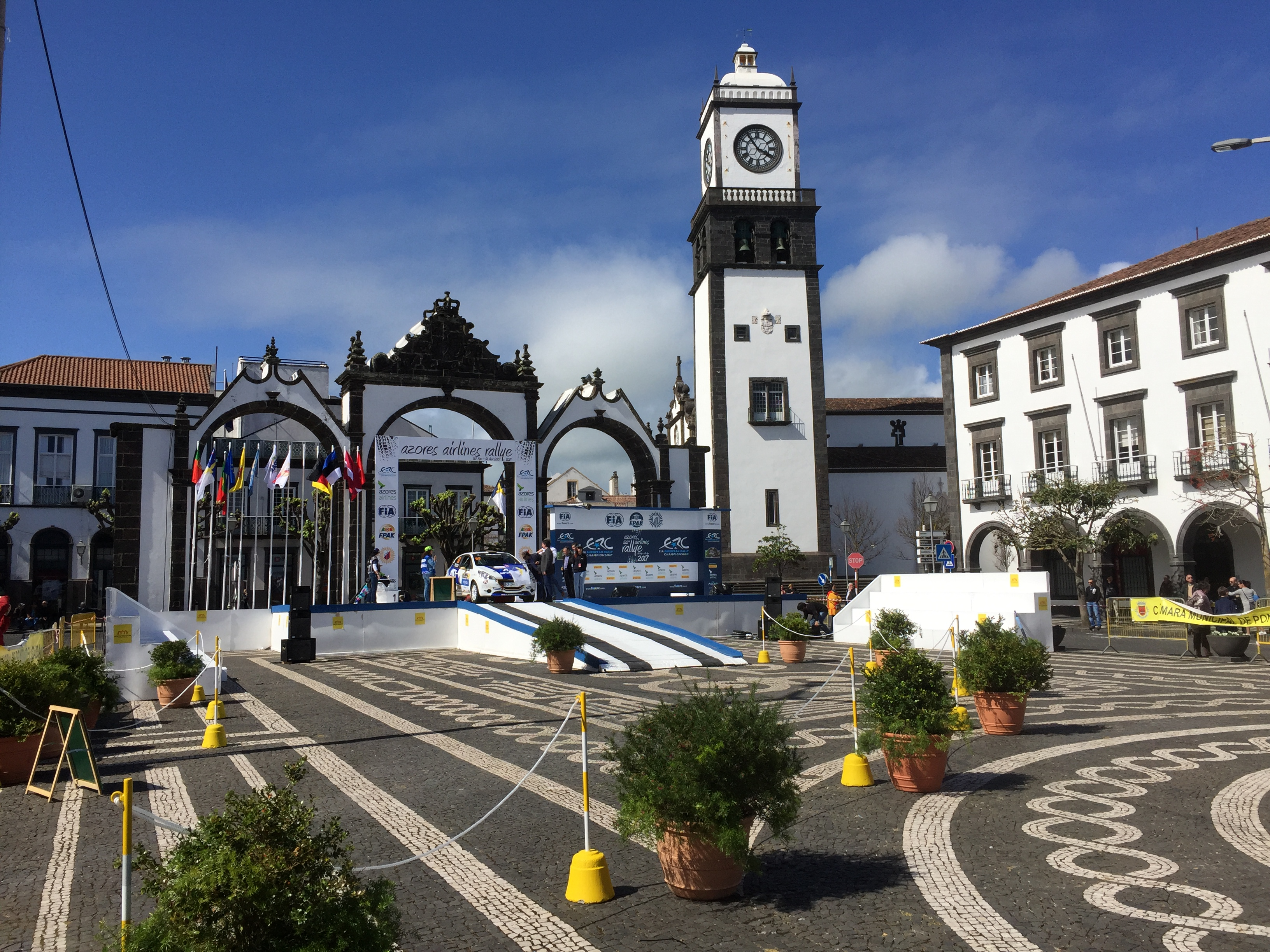
Start w Ponta Delgada (2017)

Rajd Azorów (Sata Rally Açores) – organizowany od 1965 roku rajd samochodowy z bazą w Ponta Delgada. Odbywa się na szutrowych trasach portugalskich wysp Azory. Od początku istnienia jest jedną z rund rajdowych mistrzostw Portugalii. Z kolei od 1997 roku stanowił eliminację mistrzostw Europy, a od 2009 roku jest jedną z eliminacji cyklu Intercontinental Rally Challenge. W ramach IRC w Rajdzie Azorów zwyciężali: Brytyjczyk Kris Meeke, Portugalczyk Bruno Magalhães i Fin Juho Hänninen.

## Zwycięzcy[1]
| Rok  | Kierowca                                 | Pilot                                    | Samochód                                 | Seria |
| ---- | ---------------------------------------- | ---------------------------------------- | ---------------------------------------- | ----- |
| 1965 | Luís Toste Rego                          | Zeca Toste                               | Fiat 1500                                |       |
| 1966 | Luís Cordeiro                            | António Tavares                          | Ford Cortina GT                          |       |
| 1967 | Luís Cordeiro                            | António Tavares                          | Ford Cortina GT                          |       |
| 1968 | José Lampreia                            | Silva Carvalho                           | Renault R8 Gordini                       |       |
| 1969 | Américo Nunes                            | Fernando Fonseca                         | Porsche 911 S                            |       |
| 1970 | Jorge Nascimento                         | Manuel Coentro                           | BMW 2002                                 |       |
| 1971 | Raul Mendonça                            | Jorge Carreiro                           | BMW 2002                                 |       |
| 1972 | António Borges                           | Pedro Garcia                             | Porsche 911 S                            |       |
| 1973 | Giovani Salvi                            | Luígi Valle                              | Porsche Carrera S                        |       |
| 1974 | nie odbył się                            | nie odbył się                            | nie odbył się                            |       |
| 1975 | Manuel Inácio                            | Pina de Morais                           | Opel 1904 SR                             |       |
| 1976 | Giovanni Salvi                           | António Morais                           | Ford Escort RS2000                       |       |
| 1977 | Larama                                   | Horácio Franco                           | Ford Escort RS1600                       |       |
| 1978 | Larama                                   | Horácio Franco                           | Ford Escort RS1600                       |       |
| 1979 | José Pedro Borges                        | Rui Bevilacqua                           | Opel Kadett GTE                          |       |
| 1980 | Mário Silva                              | Pedro de Almeida                         | Ford Escort RS1800                       |       |
| 1981 | Santinho Mendes                          | Filipe Lopes                             | Datsun 160J                              |       |
| 1982 | Joaquim Santos                           | Miguel Oliveira                          | Ford Escort RS                           |       |
| 1983 | Joaquim Santos                           | Miguel Oliveira                          | Ford Escort RS                           |       |
| 1984 | Joaquim Moutinho                         | Edgar Fontes                             | Renault 5 Turbo                          |       |
| 1985 | Joaquim Moutinho                         | Edgar Fontes                             | Renault 5 Turbo                          |       |
| 1986 | Jorge Ortigão                            | Pedro Perez                              | Toyota Corolla GT                        |       |
| 1987 | Inverno Amaral                           | Joaquim Neto                             | Renault 11 Turbo                         |       |
| 1988 | Carlos Bica                              | Fernando Prata                           | Lancia Delta HF 4WD                      |       |
| 1989 | Carlos Bica                              | Fernando Prata                           | Lancia Delta HF 4WD                      |       |
| 1990 | Carlos Bica                              | Fernando Prata                           | Lancia Delta HF 4WD                      |       |
| 1991 | Carlos Bica                              | Fernando Prata                           | Lancia Delta Integrale                   |       |
| 1992 | Yves Loubet                              | Didier Breton                            | Toyota Celica GT-4                       |       |
| 1993 | José Miguel                              | António Manuel                           | Ford Sierra Cosworth 4x4                 |       |
| 1994 | Fernando Peres                           | Ricardo Caldeira                         | Ford Escort RS Cosworth                  |       |
| 1995 | José Miguel                              | Carlos Magalhães                         | Ford Escort RS Cosworth                  |       |
| 1996 | Fernando Peres                           | Ricardo Caldeira                         | Ford Escort RS Cosworth                  |       |
| 1997 | Bruno Thiry                              | Stéphane Prévot                          | Ford Escort RS Cosworth                  | ERC   |
| 1998 | Fernando Peres                           | Ricardo Caldeira                         | Ford Escort WRC                          | ERC   |
| 1999 | Grégoire de Mevius                       | Jean-Marc Fortin                         | Subaru Impreza WRC                       | ERC   |
| 2000 | Markko Märtin                            | Michael Park                             | Subaru Impreza WRC                       | ERC   |
| 2001 | Juha Kankkunen                           | Juha Repo                                | Subaru Impreza WRC                       | ERC   |
| 2002 | Rui Madeira                              | Fernando Prata                           | Ford Focus WRC                           | ERC   |
| 2003 | Fernando Peres                           | José Pedro Silva                         | Ford Escort RS Cosworth                  | ERC   |
| 2004 | Fernando Peres                           | José Pedro Silva                         | Mitsubishi Lancer Evo VII                | ERC   |
| 2005 | Fernando Peres                           | José Pedro Silva                         | Mitsubishi Lancer Evo VIII               | ERC   |
| 2006 | Armindo Araújo                           | Miguel Ramalho                           | Mitsubishi Lancer Evo IX                 |       |
| 2007 | Fernando Peres                           | José Pedro Silva                         | Mitsubishi Lancer Evo IX                 |       |
| 2008 | Bruno Magalhães                          | Carlos Magalhães                         | Peugeot 207 S2000                        |       |
| 2009 | Kris Meeke                               | Paul Nagle                               | Peugeot 207 S2000                        | IRC   |
| 2010 | Bruno Magalhães                          | Carlos Magalhães                         | Peugeot 207 S2000                        | IRC   |
| 2011 | Juho Hänninen                            | Mikko Markkula                           | Škoda Fabia S2000                        | IRC   |
| 2012 | Andreas Mikkelsen                        | Ola Floene                               | Škoda Fabia S2000                        | IRC   |
| 2013 | Jan Kopecký                              | Pavel Dresler                            | Škoda Fabia S2000                        | ERC   |
| 2014 | Bernardo Sousa                           | Hugo Magalhães                           | Ford Fiesta RRC                          | ERC   |
| 2015 | Craig Breen                              | Scott Martin                             | Peugeot 208 R5                           | ERC   |
| 2016 | Ricardo Moura                            | António Costa                            | Ford Fiesta R5                           | ERC   |
| 2017 | Bruno Magalhães                          | Carlos Magalhães                         | Škoda Fabia R5                           | ERC   |
| 2018 | Aleksiej Łukjaniuk                       | Aleksiej Arnautow                        | Ford Fiesta R5                           | ERC   |
| 2019 | Łukasz Habaj                             | Daniel Dymurski                          | Škoda Fabia R5                           | ERC   |
| 2020 | Nie odbył się z powodu pandemii COVID-19 | Nie odbył się z powodu pandemii COVID-19 | Nie odbył się z powodu pandemii COVID-19 | ERC   |
| 2021 | Andreas Mikkelsen                        | Elliott Edmondson                        | Škoda Fabia Rally2 evo                   | ERC   |
| 2022 | Efrén Llarena                            | Sara Fernández                           | Škoda Fabia Rally2 evo                   | ERC   |
| 2023 | Sébastien Loeb                           | Laurène Godey                            | Škoda Fabia RS Rally2                    | TER   |